# Club Deportivo Móstoles URJC
|  | No s'ha de confondre amb Club Deportivo Móstoles o Móstoles Club de Fútbol. |

El Club Deportivo Móstoles URJC, abans CDE El Soto i CD Juventud Móstoles, és un club de futbol amb seu a Móstoles, a la comunitat autònoma de Madrid. Fundat l'any 1996, juga a Segona Divisió RFEF - Grup 1, celebrant els partits a casa a l'Estadi El Soto, que té una capacitat d'uns 14.000 seients.

## Història
El CD Móstoles URJC es va fundar el 14 de juny de 1996, en primer lloc amb el nom de CDE El Soto. L'any 2005, el club va signar un conveni de col·laboració amb la Universitat Rei Joan Carles (URJC).

### Noms anteriors
- Club Deportivo Escola El Soto — (1996–99)
- Club Deportivo Juventud de Móstoles — (1999–2005)
- Club Deportivo Juventud URJC Móstoles — (2005–12)
- Club Deportivo Móstoles URJC — (2012–)

## Temporada a temporada
| Temporada | Nivell | Divisió | Lloc     | Copa del Rei |
| --------- | ------ | ------- | -------- | ------------ |
| 2001–02   | 8      |         | 15è      |              |
| 2002–03   | 8      |         | 12è      |              |
| 2003–04   | 8      |         | 11è      |              |
| 2004–05   | 8      |         | 8è       |              |
| 2005–06   | 8      |         | 1r       |              |
| 2006–07   | 7      |         | 5è       |              |
| 2007–08   | 7      |         | 3r       |              |
| 2008–09   | 7      |         | 3r       |              |
| 2009–10   | 6      |         | 9è       |              |
| 2010–11   | 6      |         | 3r       |              |
| 2011–12   | 5      | Pref.   | 8è       |              |
| 2012–13   | 5      | Pref.   | 3r       |              |
| 2013–14   | 5      | Pref.   | 1r       |              |
| 2014–15   | 4      | 3a      | 15è      |              |
| 2015–16   | 4      | 3a      | 11è      |              |
| 2016–17   | 4      | 3a      | 4t       |              |
| 2017–18   | 4      | 3a      | 8è       |              |
| 2018–19   | 4      | 3a      | 4t       |              |
| 2019-20   | 4      | 3a      | 7è       |              |
| 2020-21   | 4      | 3a      | 2n / 3rd |              |

| Temporada | Nivell | Divisió | Lloc | Copa del Rei |
| --------- | ------ | ------- | ---- | ------------ |
| 2021–22   | 4      | 2a RFEF |      |              |

- 1 temporada a Segona Divisió RFEF
- 7 temporades a Tercera Divisió